# Agnieszka Francuska (księżna Burgundii)
Agnieszka Francuska (ur. ok. 1260, zm. ok. 1325) – królewna francuska z dynastii Kapetyngów, księżna Burgundii w latach 1279–1306 jako żona Roberta II, regentka Burgundii w okresie małoletności jej syna Hugona, matka dwóch królowych Francji: Małgorzaty i Joanny.

## Życiorys

### Życie rodzinne
Agnieszka była najmłodszą córką króla Francji Ludwika IX Świętego i jego żony Małgorzaty Prowansalskiej. Jej bratem był m.in. Filip III Śmiały, który został królem po śmierci ojca w 1270. Jako 19-latka poślubiła księcia Burgundii Roberta, z którym doczekała się 8 dzieci. W 1306 po śmierci męża, została regentką Burgundii w imieniu swego syna Hugona. W sierpniu 1315 Agnieszka odmówiła wzięcia udziału w ślubie swojego byłego zięcia Ludwika X (którego podejrzewano o zlecenie morderstwa Małgorzaty) z Klemencją, siostrą króla Węgier.

### Potomstwo

#### Małgorzata
Najbardziej znaną z jej potomstwa była Małgorzata, królowa Nawarry i Francji jako pierwsza żona Ludwika X Kłótliwego (którego ojcem był bratanek Agnieszki Filip IV Piękny), jedna z dwóch głównych bohaterek skandalu w wieży Nesle. Królową w 1314 oskarżono o zdradę, uznano za winną i uwięziono w Château Gaillard, gdzie rok później najprawdopodobniej została zamordowana.

#### Hugo
W tym samym czasie księżna straciła również syna Hugona, który zmarł bezpotomnie w wieku 21 lat.

#### Eudoksjusz
Księciem Burgundii w maju 1315 został trzeci syn Agnieszki, Eudoksjusz. Niejasną sytuację miała wnuczka Agnieszki, Joanna, która do momentu ujawnienia romansu swej matki była uznawana za następczynię Ludwika X.

### Starania o tron
W 1316 zmarł Ludwik X, a po śmierci jego syna Jana Pogrobowca nastąpił kryzys dynastyczny. Agnieszka i jeden z jej dwóch pozostałych przy życiu synów, Eudoksjusz, bronili praw do tronu Francji i Nawarry Joanny, córki Małgorzaty.
Ostatecznie w 1328, już po śmierci Agnieszki, jej wnuczka została królową Nawarry (jednocześnie zrzekając się swych praw do francuskiego tronu), a córka Joanna jako żona Filipa VI Walezjusza została koronowana na królową Francji.